# Сейль-Бадіра (Харат)
Сейль-Бадіра́ — дрібний острів в Червоному морі в архіпелазі Дахлак, належить Еритреї, адміністративно відноситься до району Дахлак регіону Семіен-Кей-Бахрі.

## Географія
Розташований за 3 км на північ від острова Харат. Має овальну видовжену з півночі на південь форму. Довжина 380 м, ширина до 110 м. Острів облямований кораловими рифами.